# Josip Pejaković
Josip Pejaković (* 5. März 1948 in Travnik; † 19. Juli 2025 in Sarajevo) war ein bosnischer Schauspieler, Schriftsteller und Kabarettist. Berühmt und bis heute bei praktisch allen Volksgruppen im ehemaligen Jugoslawien gleichermaßen geachtet wurde er durch einige Monodramen (Monologe), von denen On meni nema Bosne („Er zu mir: Bosnien gibt es nicht!“), Oj živote („Oh, Leben!“) und O, izbjeglice („Oh, Flüchtlinge!“) die bekanntesten sind.

## Leben
Kleinere, aber beachtete Charaktere stellte Pejaković in einigen Serien und Filmen dar wie zum Beispiel Osma ofanziva („Die achte Offensive“), Gluvi Barut („taubes Schießpulver“), Savršeni krug („Der vollendete Kreis“) und andere.
Pejaković, der als seine Muttersprache das Kroatische, Bosnische und Serbische angibt, war Mitglied des Beraterstabes des Magazins Novi Plamen. Während des Krieges im Zuge des Zerfalls Jugoslawiens war Josip Pejaković einer der prominentesten und vehementesten Anti-Kriegs-Aktivisten (woraus u. a. sein beachtetes Werk „O, izbjeglice“ entstand).
Nach einer schweren Erkrankung mit siebzehn teils größeren Operationen und mehreren Nosokomialinfektionen betrug sein Körpergewicht nur noch 45 kg bei 1,89 m Körpergröße. Er unterstützte seine Genesung nach eigener Aussage durch regelmäßigen Besuch der Bosnischen Pyramiden.

## Bedeutung
Pejaković war während des Bosnienkrieges Beauftragter für die Rettung von Kulturgütern und konnte 1992 etliche Bücher vor den Flammen der brennenden Nationalbibliothek in der Vijećnica in Sarajevo in Sicherheit bringen.
Im Jahr 1990 war er Alija Izetbegovićs Gegenkandidat der bosnischen Sozialdemokraten. 2001 verfasste er schließlich eine Hymne für Bosnien und Herzegowina und reichte sie ein, jedoch wurde sie nicht offiziell anerkannt.

## Auszeichnungen
- 1975: Šestoaprilska nagrada grada Sarajeva (Gewonnen)[10]
- 1977: Sterija Award (Gewonnen)[11][12]
- 2019: ZAVNOBiH (Gewonnen)[13]
- 2018: Golden Laurel (Gewonnen)[14]

## Filmografie
- 1972: Uvrijedjeni Covjek
- 1973: Papirna
- 1975: Odbornici
- 1976: Porobdzije
- 1979: Osma Ofanziva
- 1981: Ljudski Faktor
- 1982: Ukazanje Gospe u selu Grabovica
- 1983: Hasanaginica
- 1988: Vuk Karadzic
- 1989: Kuduz
- 1990: Silent Gunpowder
- 1991: Zamka Za Ptice
- 1997: The Perfect Circle

## Diskografie
- 1976: Oj, živote (Jugoton)
- 1983: Josip Pejaković (Diskoton)
- 1985: Fadil Stihl (Diskoton)
- 1987:  Ja Sam Taki Čo'ek (Diskoton)
- 1989: Ko Je Sretan Ni U Hali Nije Gladan (Diskoton)
- 1990: Postupi Po Naređenju (Diskoton)
- 2000: Ooo, Izbjeglice (RENOME)